# Murad Kajlayev
Murad Kajlayev (né le 15 janvier 1931 à Bakou (RSS d'Azerbaïdjan, URSS) et mort le 23 décembre 2023) est un compositeur, chef d'orchestre, professeur et homme politique soviétique puis russe.
Artiste émérite de la RSFSR (1960), artiste du peuple de la RSFSR (1978), Artiste du peuple de l'URSS (1981), artiste du peuple de la république du Daghestan (2016), Héros du travail de la fédération de Russie (2021).

## Biographie
Né le 15 janvier 1931 à Bakou (RSS d'Azerbaïdjan) dans une famille de médecins natifs du village de Kumukh (région de Lak). Les capacités musicales du compositeur se manifestent très tôt. Il étudie à l'école secondaire de musique du conservatoire de Bakou dans la classe de piano du groupe des doués. En 1955, il est diplômé du conservatoire d'État d'Azerbaïdjan (aujourd'hui Académie de musique d'État d'Azerbaïdjan) dans la classe de composition de B. I. Zeidman. Il est expulsé du conservatoire pour sa passion pour les genres musicaux non académiques, mais a été rapidement réintégré.

### Carrière
En 1955-1958, Murad Kajlayev enseigne au collège de musique P. I. Tchaïkovski à Makhatchkala. En 1957-1958, il est le chef d'orchestre à la radio du Daghestan ; en  1963-1964, il est le directeur artistique de la Philharmonie du Daghestan. En 1965, il crée et devient le chef de l'ensemble vocal et instrumental « Gunib » (plus tard connu sous le nom de « Gaya »), très populaire pendant de nombreuses années. Depuis 1954, M. Kajlayev est le membre de l'Union des compositeurs de l'URSS. En 1963-1973, Président du conseil d'administration de l'Union des compositeurs de l'ASSR du Daghestan, et depuis 1968 Secrétaire du conseil d'administration de l'Union des compositeurs de la RSFSR. Membre de l'Union des cinéastes de l'URSS. Académicien de l'Académie russe des sciences naturelles. De 1989 à 2007, il est le directeur artistique et chef d'orchestre en chef de l'orchestre symphonique de variétés de la télévision centrale et de la radio de toute l'Union. Dans les années 1990, il enseigne au conservatoire d'État de Rostov. S. V. Rachmaninov. Il est professeur au département de variétés et de musique jazz depuis 1995. La liste de ses compositions comprend plus de 350 titres dans 25 disques sortis en Russie, en Allemagne, aux États-Unis et en Italie. De 1993 à 1996, il est député à la Douma d'État de l'Assemblée fédérale de la fédération de Russie de la 1ère convocation.

### École de musique à Makhatchkala
En 2010, Murad Kajlayev fonde une école de musique pour enfants surdoués au Daghestan, et en 2011, il crée un musée unique consacré à la culture musicale du Daghestan. Il habite cependant à Moscou. Le 19 novembre 2014, une soirée créative de Murad Kajlayev a lieu à Bakou dans le Théâtre philharmonique national d’Azerbaïdjan.

## Réferences
1. ↑  (ru) Лезги Газет, « На 93-м году жизни ушел из жизни народный артист СССР Мурад Кажлаев », sur Лезги Газет,‎ 23 décembre 2023 (consulté le 27 décembre 2023)
2. ↑  (ru) « Кажлаев, Мурад Магомедович », sur tass.ru (consulté le 24 novembre 2022)
3. ↑  (ru) « МУРАД КАЖЛАЕВ », sur kino-teatr.ru,‎ 21 juin 17 (consulté le 24 novembre 2022)
4. ↑  (ru) « Композитора Мурада Кажлаева назвали маэстро дагестанской музыки », sur rg.ru (consulté le 24 novembre 2022)